# Selección de voleibol de Francia

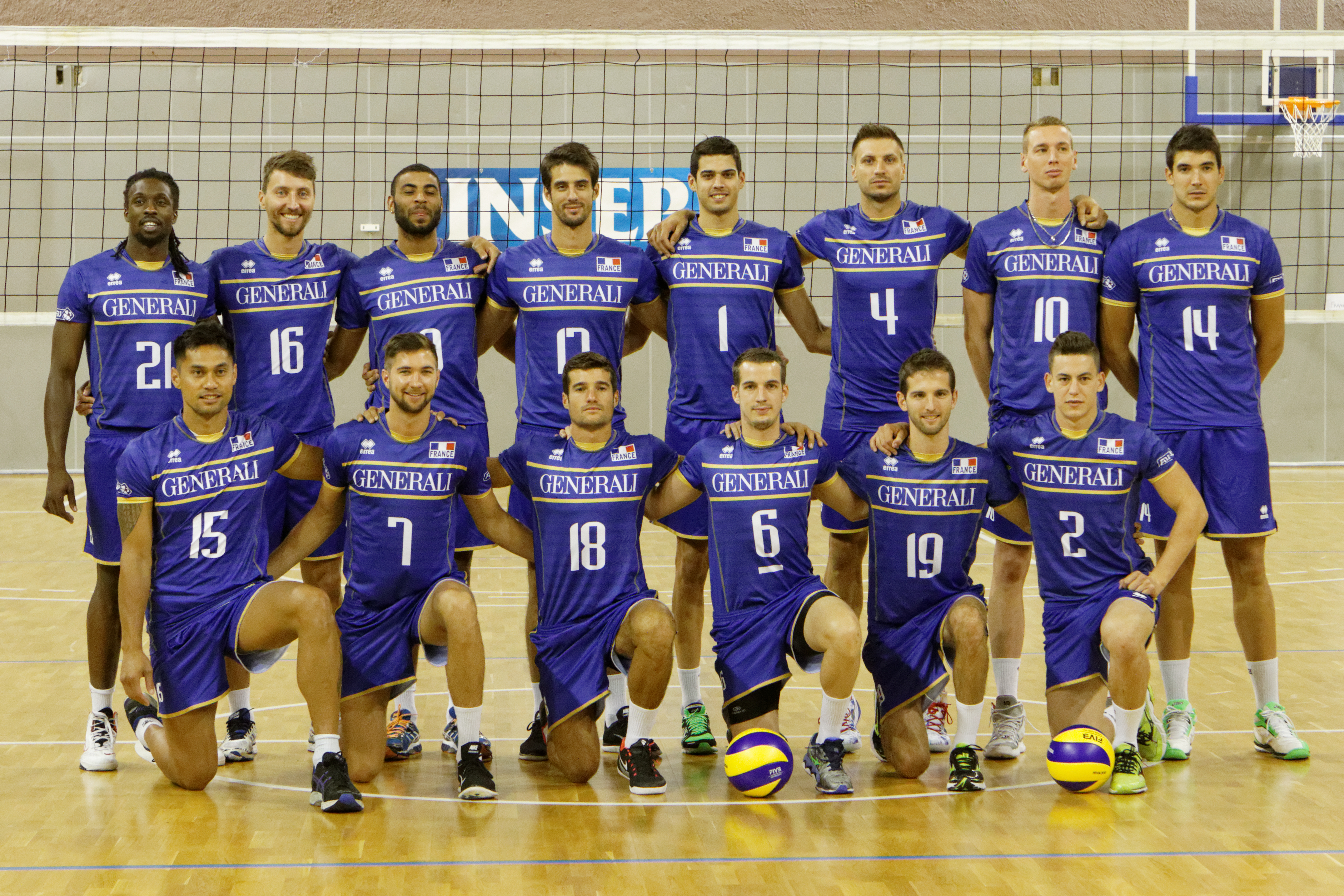
2014

La selección de voleibol de Francia (en francés Équipe de France de volley-ball) es el equipo masculino representativo de voleibol de Francia en las competiciones internacionales organizadas por la Confederación Europea de Voleibol (CEV), la Federación Internacional de Voleibol (FIVB) o el Comité Olímpico Internacional (COI). La organización de la selección está a cargo de la Fédération française de volley-ball.

## Historia
En el primer Campeonato Europeo de Voleibol de la historia, organizado en Italia en el año 1948, la selección consigue el subcampeonato acabando segunda en la liguilla final; tres años más tarde en el torneo organizado en la misma Francia, la anfitriona se lleva la medalla de bronce.
El Campeonato Europeo es el torneo en el que la selección francesa ha tenido más éxitos. Pese a calificarse muchas veces por las fases finales del Campeonato Mundial y de la Liga Mundial, por décadas tan solo ha llevado en su palmarés la medalla de bronce conseguida en el Mundial de 2002 disputado en Argentina y la plata en la Liga Mundial de 2006 cuando es derrotada en la final por 3-2 por mano de Brasil. En el Mundial de 2014 regresa a la semifinal siendo pero derrotada tanto en este partido, 2-3 frente a Brasil, como en la final por el bronce, 0-3 con Alemania.
El 19 de julio de 2015 la selección francesa gana el primer título de su historia consiguiendo la medalla de oro en la Liga Mundial; tras acceder a la Final Six de Río de Janeiro en calidad de ganadora del Grupo 2, acaba en segundo lugar la liguilla a tres equipo con Estados Unidos y Brasil calificándose por la semifinal. En la semifinal derrota a Polonia, campeón mundial de 2014, por 3-2 y en la final vence a Serbia por 3-0.
El 18 de octubre del mismo año Francia gana el primer Campeonato europeo de su historia tras vencer por 3-0 a la revelación Eslovenia en la final disputada en Sofía.
Pese a los resultados conseguidos en 2015 en los  Juegos Olímpicos de Río de Janeiro 2016 no consigue pasar de la primera fase acabando en 5° lugar en Grupo A.

## Historial
| \| - Tokío 1964: No clasificada - México 1968: No clasificada - Múnich 1972: No clasificada - Montreal 1976: No clasificada \| - Moscú 1980: No clasificada - Los Ángeles 1984: No clasificada - Seúl 1988: 8º - Barcelona 1992: 11º \| - Atlanta 1996: No clasificada - Sídney 2000: No clasificada - Atenas 2004: 9º - Pekín 2008: No clasificada \| - Londres 2012: No clasificada - Río de Janeiro 2016: 9º - Tokio 2020: Campeón - París 2024: Campeón \| | | | |
| - Tokío 1964: No clasificada - México 1968: No clasificada - Múnich 1972: No clasificada - Montreal 1976: No clasificada | - Moscú 1980: No clasificada - Los Ángeles 1984: No clasificada - Seúl 1988: 8º - Barcelona 1992: 11º | - Atlanta 1996: No clasificada - Sídney 2000: No clasificada - Atenas 2004: 9º - Pekín 2008: No clasificada | - Londres 2012: No clasificada - Río de Janeiro 2016: 9º - Tokio 2020: Campeón - París 2024: Campeón |

| \| - 1949: 6º - 1952: 6º - 1956: 7º - 1960: 9º - 1962: No clasificada \| - 1966: 18º - 1970: 17º - 1974: 16º - 1978: 15º - 1982: 16º \| - 1986: 6º - 1990: 8º - 1994: No clasificada - 1998: No clasificada - 2002: 3º \| - 2006: 6º - 2010: 11º - 2014: 4º - / 2018: 7º \| |                                                             |                                                                                |                                                |
| - 1949: 6º - 1952: 6º - 1956: 7º - 1960: 9º - 1962: No clasificada | - 1966: 18º - 1970: 17º - 1974: 16º - 1978: 15º - 1982: 16º | - 1986: 6º - 1990: 8º - 1994: No clasificada - 1998: No clasificada - 2002: 3º | - 2006: 6º - 2010: 11º - 2014: 4º - / 2018: 7º |

| \| - 1990: 5º - 1991: 9º - 1992: 11º - 1993: No clasificada - 1994: No clasificada - 1995: No - 1996: No clasificada \| - 1997: No clasificada - 1998: No clasificada - 1999: 7º - 2000: 7º - 2001: 5º - 2002: 7º - 2003: 10º \| - 2004: 5º - 2005: 10º - 2006: 2º - 2007: 6º - 2008: 10º - 2009: 9º - 2010: 12º \| - 2011: 12º - 2012: 7º - 2013: 10º - 2014: 10º - 2015: Campeón - 2016: 3º - 2017: Campeón \| | |                                                                                 |                                                                                           |
| - 1990: 5º - 1991: 9º - 1992: 11º - 1993: No clasificada - 1994: No clasificada - 1995: No - 1996: No clasificada | - 1997: No clasificada - 1998: No clasificada - 1999: 7º - 2000: 7º - 2001: 5º - 2002: 7º - 2003: 10º | - 2004: 5º - 2005: 10º - 2006: 2º - 2007: 6º - 2008: 10º - 2009: 9º - 2010: 12º | - 2011: 12º - 2012: 7º - 2013: 10º - 2014: 10º - 2015: Campeón - 2016: 3º - 2017: Campeón |

| \| - 1948: 2º - 1950: No clasificada - 1951: 3º - 1955: 8º - 1958: 8º - 1963: 8º - 1967: 10º - 1971: 14º \| - 1975: 8º - 1977: 10º - 1979: 4º - 1981: 8º - 1983: 12º - 1985: 3º - 1987: 2º - 1989: 5º \| - 1991: 9º - 1993: 9º - 1995: No clasificada - 1997: 4º - 1999: 6º - 2001: 7º - 2003: 2º - / 2005: 7º \| - 2007: 9º - 2009: 2º - / 2011: 7º - / 2013: 5º - / 2015: Campeón - 2017: 9º - / 2019: 4º - / 2021: 9º \| |                                                                                           | | |
| - 1948: 2º - 1950: No clasificada - 1951: 3º - 1955: 8º - 1958: 8º - 1963: 8º - 1967: 10º - 1971: 14º | - 1975: 8º - 1977: 10º - 1979: 4º - 1981: 8º - 1983: 12º - 1985: 3º - 1987: 2º - 1989: 5º | - 1991: 9º - 1993: 9º - 1995: No clasificada - 1997: 4º - 1999: 6º - 2001: 7º - 2003: 2º - / 2005: 7º | - 2007: 9º - 2009: 2º - / 2011: 7º - / 2013: 5º - / 2015: Campeón - 2017: 9º - / 2019: 4º - / 2021: 9º |

| Liga de Naciones                                                                                  |
| ------------------------------------------------------------------------------------------------- |
| \| - 2018: 2º - 2019: 6º - 2020: No diputada por la pandemia de COVID-19 - 2021: 3º - 2022: 1º \| |
| - 2018: 2º - 2019: 6º - 2020: No diputada por la pandemia de COVID-19 - 2021: 3º - 2022: 1º       |

| \| - 1965: 11º - 1969: No clasificada - 1977: No clasificada - 1981: No clasificada \| - 1985: No clasificada - 1989: No clasificada - 1991: No clasificada - 1995: No clasificada \| - 1999: No clasificada - 2003: 5º - 2007: No clasificada - 2011: No clasificada \| - 2015: No clasificada - 2019: No clasificada \| |                                                                                             |                                                                                 |                                               |
| - 1965: 11º - 1969: No clasificada - 1977: No clasificada - 1981: No clasificada | - 1985: No clasificada - 1989: No clasificada - 1991: No clasificada - 1995: No clasificada | - 1999: No clasificada - 2003: 5º - 2007: No clasificada - 2011: No clasificada | - 2015: No clasificada - 2019: No clasificada |

## Medallero
Actualizado después de los Juegos Olímpicos 2020
| Competición        | Oro | Plata | Bronce | Total |
| ------------------ | --- | ----- | ------ | ----- |
| Juegos Olímpicos   | 2   | 0     | 0      | 2     |
| Campeonato Mundial | 0   | 0     | 1      | 1     |
| Campeonato Europeo | 1   | 4     | 2      | 7     |
| Liga Mundial       | 3   | 1     | 1      | 5     |
| Copa Mundial       | 0   | 0     | 0      | 0     |
| Total              | 5   | 5     | 4      | 14    |